# Dendrelaphis andamanensis
Dendrelaphis andamanensis là một loài rắn trong họ Rắn nước. Loài này được Anderson mô tả khoa học đầu tiên năm 1871.